# Милер-Фишеров синдром
Милер Фишеров синдром (МФС) или Милер-Фишеров енцефалтис јесте акутна демијелинизациона полинеуропатија која се карактерише офталмоплегијом, атаксијом и арефлексијом. Представља варијанту Гилен–Бареовог синдрома.

## Историја
Први медицински подаци о полиганглиорадикулопатији датирају још од давне 1859. године, када је  Octav Landry de Thezillat приказао болеснике са асцедентним парезама. Гилен, Баре и Строхл су 1916. године описали клиничке карактеристике радикулонеуритиса са повећањем количине протеина у цереброспиналној течности без повећања броја ћелијских елемената.
Клиничку тријаду – офталмоплегију, арефлексију и атаксију препознао је Colier 1932. године, а Miller Fischer је овај синдром описао као варијанту Гилен–Бареовог синдрома 1956. године.

## Епидемиологија
МФС је ретко неуролошко обољење, и обухвата 5% пацијената са ГБС. У Европи је инциденца МФС између 0,04 и 0,18 на 100.000 становника годишње што одговара једном болеснику на милион становника.

## Етиологија
И МФС и ГБС се развијају као одговор на болест. Болест која покреће антитела  напада сопствене нерве. За сада не постоји јасан одговор зашто се то дешава.
Милер Фишеров синдром се обично развија неколико дана или до 4 недеље након ппримарнр болести, посебно пролива или респираторне инфекције .
Campylobacter jejuni  је уобичајена врста бактерија која изазива Милер Фишеров и Гилен–Бареов синдром. Ове бактерије могу изазвати пролив и бол у трбуху. 
Вируси који изазивају Милер Фишеров и  Гилен–Бареов синдром. укључују:
- Зика вирус
- Вирус хумане имунодефицијенције (ХИВ)
- Епштајн-Баров вирус  ( мононуклеоза )

## Патофизиологија
Сматра се да се молекуларна мимикрија између периферног нерва и микробних/вирусних антигена јавља кроз активацију адаптивног имуног система. Сматра се да главну улогу игра хуморална и ћелијски посредована мобилизација лимфоцита. Ганглиозиди су важне детерминанте угљених хидрата за аутоимуну активност.
Неколико студија наводи да су антитела против ганглиозида, ИгГ анти-ГК1б антитела, специфична карактеристика МФС. Сматра се да је присуство офталмопарезе код МФС-а резултат директног дејства анти-ГК1б антитела на неуромишићни спој између кранијалних нерава и очних мишића. 
Други поремећаји укључујући постинфективну акутну офталмоплегију (АО), која се такође назива непотпуна МФС без атаксије, Бикерстафов енцефалитис можданог стабла , такође назван атипични МФС са знацима централног нервног система) и  Гилен–Бареов синдром са офталмоплегијом (ГБС-ОП) присутан са позитивно ГК1б антитело. 
Око 70% до 90% пацијената ће имати позитивне резултате кроз ензимски имуносорбентни тест (ЕЛИСА). Мали број пацијената (10% до 30%) је још увек негативна (ГК1б-серонегативна), што је вероватно повезано са захтевом лиганда зависних од калцијума да буду присутни за везивање антитела, као што је приказано у неким неуролошким студијама 2016. године.

## Хистопатологија
Први неуропатолошки опис МФС описан је у извештају о случају Филипса и Андерсона 1984. године. У овом случају, мозак пацијента, који је неочекивано преминуо од бронхопнеумоније, припремљен је за хистопатологију. Микроскопски преглед коришћењем бојења солохром цијанином (за мијелин) показао је неравну и екстензивну сегментну демијелинизацију повезану са инвазијом пенастих макрофага и лимфоцита. Ове промене су утицале и на моторне и сензорне корене у периферном нервном систему, као и на кранијалне нерве. Мождано стабло и кичмена мождина, између осталих региона централног нервног система, релативно су поштеђени. Електронска микроскопија је потврдила горе наведене налазе и изврсно показала потпуну демијелинизацију аксона у цитоплазми Шванових ћелија са околним макрофагима и лимфоцитима.

## Клиничка слика
Клиничком сликом МФС доминирају следеће три знака и симптома:
- слабост очних мишића, што доводи до двоструког вида и потешкоћа у контроли покрета очију (офталмоплегија)
- проблеми са координацијом удова ( атаксија )
- губитак рефлекса у тетивама ( арефлексија )

Неки пацијенти такође могу имати ове симптоме:
- проширене или увећане зенице,
- слабост мишића лица,
- смањен рефлекс гагљења.

## Терапија
Лечење Миллр Фишеровог синдрома је исто као и лечење ГБС и укључује различите компоненте у зависности од тежине болести:
Лечење проблема изазваних МФС
Људи са МФС се обично лече у болници како би се искључила верзија ГБС која је опаснија по живот. У болници, лекар ће пратити откуцаје срца, дисање и опште здравље. Ако су проблеми са дисањем присутни и почну да се погоршавају, можда ће вам требати цев за дисање. Цев за дисање иде низ грло и у плућа и обезбеђује кисеоник вашем телу.
Лечење бола
За лечење бола користе се различити аналгетици, увек пазећи да се не користе лекови који могу отежати дисање.
Лечење самог стања
Не постоји тренутни лек за МФС и ГБС. Међутим, постоје безбедни и ефикасни третмани који могу помоћи телу да  побољша стање за краће време. Ови третмани су имуноглобулини (ИВИГ) и размена плазме. ИВИГ је лек који помаже телу да се ослободи протеина (антитела) која оштећују нерве. 
Размена плазме је алтернативни поступак којим машина пумпа крв из тела и уклања протеине који нападају нервни систем. Затим машина за размену плазме враћа очишћену крв у тело.
Физичка рехабилитација захваћених мишића
Пацијернти чији мишићи ослабе можда ће морати да оду у установу за физичку и неуролошку рехабилитацију. Рехабилитација се обично  интензивна и траје 1 до 2 недеље, уз ангажовање мултидисциплинарног тима здравствених радника.чији је циљ да ојачају мишиће тела што ближе претходној функцији.

## Прогноза
У просеку, опоравак од ове болести ће трајати око 8 до 12 недеља. Већина болесника се потпуно опоравља у року од 6 месеци. Мање од 3% има рецидив болести.